# Sibirisk tundrapipare
Sibirisk tundrapipare (Pluvialis fulva) är medelstor vadare i familjen pipare (Charadriidae). Den häckar i nordligaste Asien och över Berings sund i västra Alaska. Vintertid flyttar den till södra Asien och Australien. I Europa är den en sällsynt gäst, med bland annat ett 80-tal fynd i Sverige. Tidigare behandlades sibirisk tundrapipare och amerikansk tundrapipare som en och samma art. Fågeln minskar i antal men beståndet anses ändå vara livskraftigt.

## Utseende

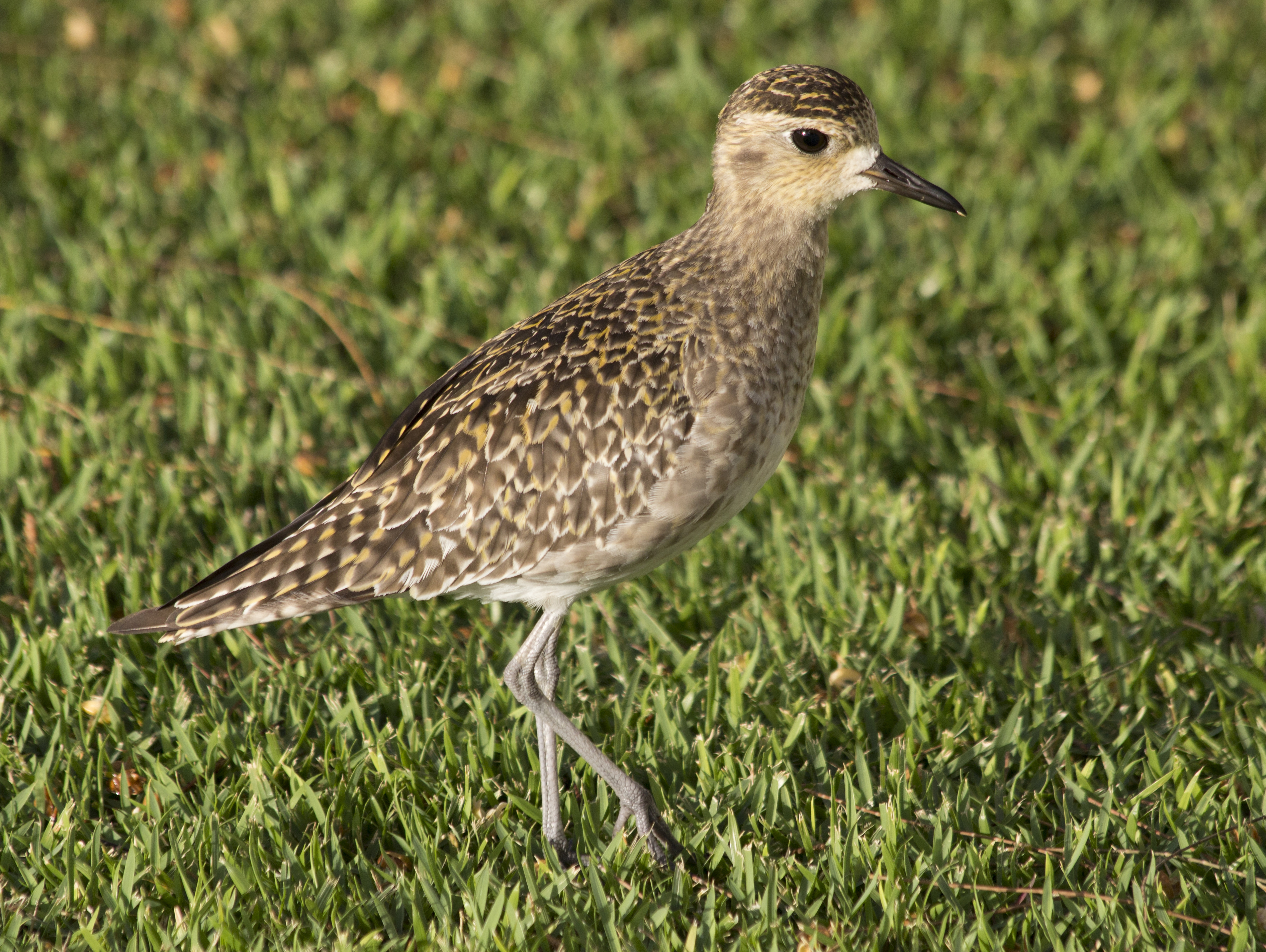
Sibirisk tundrapipare i vinterdräkt fotograferad på Kauai i Hawaiiöarna.

Den adulta hanen mäter 23–26 centimeter och är i häckningsdräkt fläckad i guld och svart på hjässan, ryggen och vingarna. Ansiktet och nacken är svart med vit kant och den har ett svart bröst och undergump. Benen är svarta. I vinterdräkt saknas det stora svarta partierna i fjäderdräkten och den har då gulaktigt ansikte, bröst och vit undersida.
Den är mycket lik ljungpipare (Pluvialis apricaria) och amerikansk tundrapipare (Pluvialis dominica). Den sibiriska tundrapiparen är mindre, smalare och i relation mer långbent än ljungpiparen som även har vita fjädrar, istället för gråbruna, på undersidan av vingen där vingen möter kroppen (armhålan). 
Än mer liknar den amerikanska tundrapiparen och ansågs tidigare vara samma art som denna. Sibirisk tundrapipare är dock smalare än den amerikanska, har kortare handpenneprojektion, längre ben, och är oftast gulare på ryggen.

## Läten
Sibirisk tundrapipare lockar i flykten med en karakteristisk svartsnäppelik tvåstavig vissling, "tju-itt!", med betoning på andra stavelsen (den amerikanska betonar på första och ofta hörs inte ens den andra). Andra läten som hörts från sträckande flockar är "plyy-e", "pyy" och "ty-i-y". Spellätet som hörs i flykten består av långsamma böjda upprepade visslingar, i engelsk litteratur återgivet "tuee tooEEEE".

## Utbredning
Sibirisk tundrapipare häckar på arktisk tundra från nordligaste Asien och in i västra Alaska. Den är en flyttfågel som övervintrar i södra Asien och Australasien. Ett fåtal tillbringar vintern i Kalifornien och på Hawaii. Den observeras sällan i Västeuropa. I Sverige har den påträffats över 90 gånger. Därtill har ytterligare 30-talet fynd gjorts av obestämda tundrapipare.

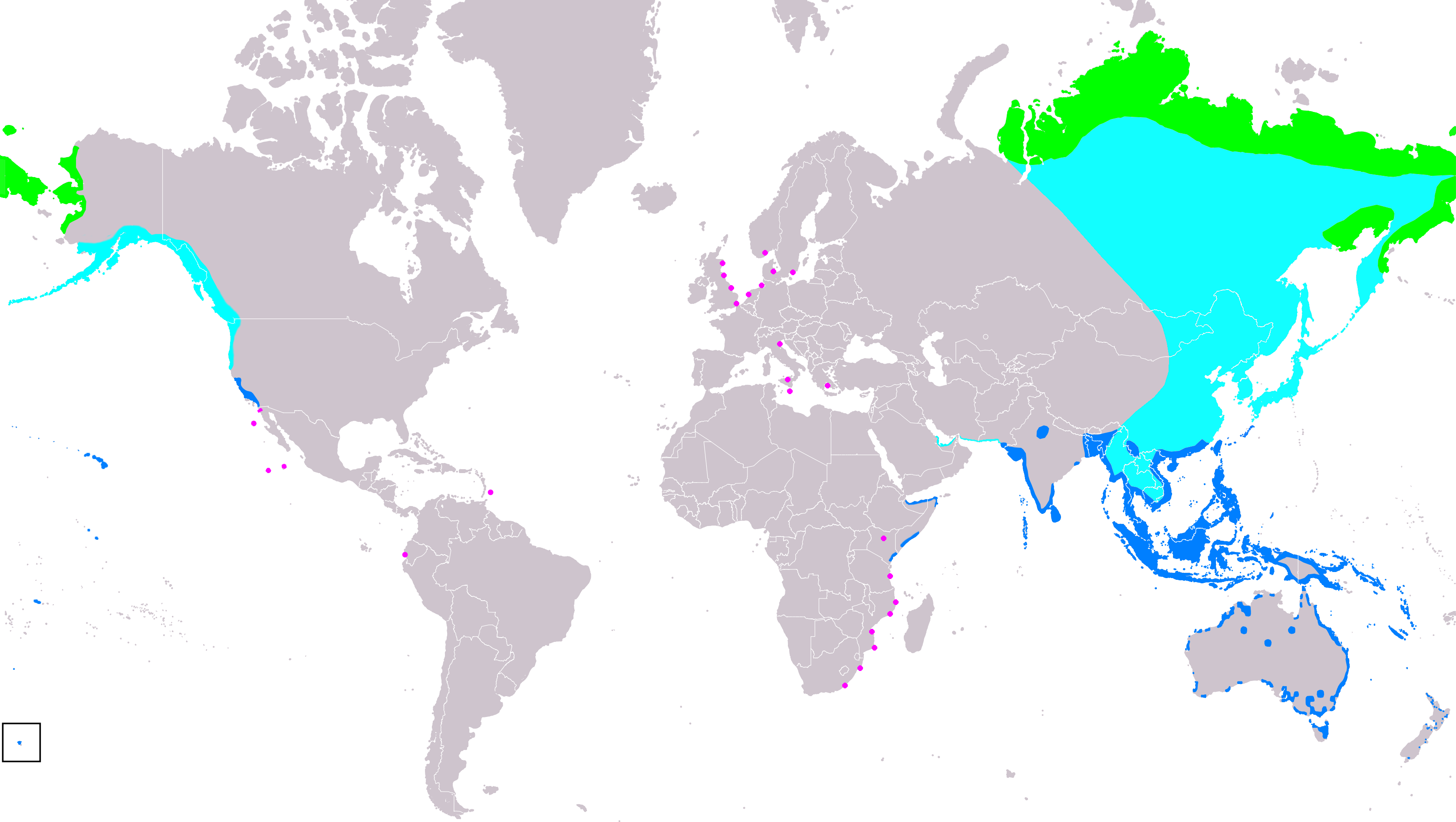
Utbredningsområdet för sibirisk tundrapipare.

## Systematik
Sibirisk och amerikansk tundrapipare kategoriserades länge som en och samma art. Studier har dock visat att de skiljer sig tydligt åt i läten och habitat i häckningsområdena, och där utbredningen överlappar i västra Alaska häckar de strikt sympatriskt. Arterna skildes troligen åt för cirka 1,8 miljoner år sedan. Sibiriska tundrapiparen behandlas som monotypisk, det vill säga att den inte delas in i några underarter.

## Ekologi
Sibirisk tundrapipare födosöker på tundra, fält, och stränder och lever av insekter och ryggradslösa djur men ibland även bär. Den häckar i låglänta stenfria områden på tundran. Boet är en enkel grop i marken fodrad med lavar, gräs eller löv. Där lägger honan fyra kraftigt brun- eller svartfläckiga ägg.

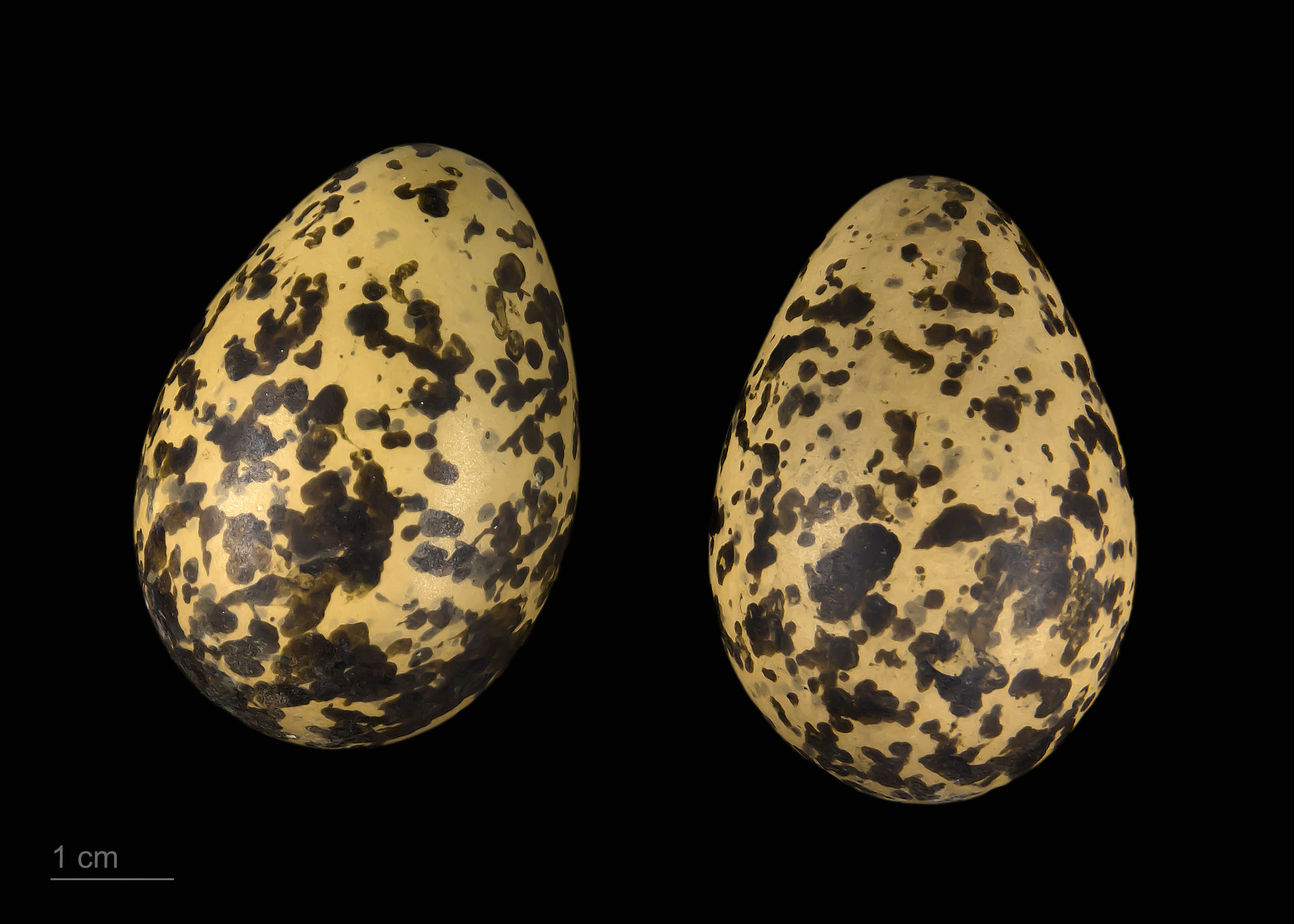
Sibiriska tundrapiparens ägg.

## Status och hot
Arten har ett stort utbredningsområde och en stor population, men tros minska i antal, dock inte tillräckligt kraftigt för att den ska betraktas som hotad. IUCN kategoriserar därför arten som livskraftig (LC). Världspopulationen uppskattas till 190 000–250 000 individer. I Alaska tros 42 500 individer häcka.

## Namn
Sibiriska tundrapiparens vetenskapliga artnamn fulva är latin och betyder "gulbrun".